# Centro de Investigación Médica Aplicada
El Centro de Investigación Médica Aplicada (CIMA) de la Universidad de Navarra se inauguró en 2004 con la misión de realizar una investigación traslacional de excelencia orientada al beneficio de los pacientes y de la sociedad.  Su finalidad es aproximar la investigación médica básica a la aplicación clínica, especialmente en el campo de enfermedades que aún no tienen curación, y colabora con la industria farmacéutica y biotecnológica en el desarrollo de productos para diagnóstico y tratamiento. Para ello, trabaja con equipos multidisciplinares de médicos, biólogos, bioquímicos, farmacéuticos, ingenieros, técnicos especialistas y otros profesionales, en el campo de la oncología (Tumores sólidos y hematológicos), neurociencias, enfermedades cardiovasculares y hepatología, a través del desarrollo de terapias avanzadas como la terapia génica, la terapia celular, la inmunoterapia y la genómica. Es el centro privado más grande de estas características en España.
Para trasladar los resultados de la investigación básica a la aplicación clínica, el Cima cuenta con una unidad de Traslación y Transferencia que, en su apuesta de innovación abierta, busca establecer colaboraciones con compañías biotecnológicas y farmacéuticas para facilitar la llegada de los descubrimientos científicos al paciente.
Desde octubre de 2016, su directora es la catedrática en Medicina interna, Pilar Civeira. En septiembre de 2022, tomará el relevo como director del CIMA, el ingeniero industrial por la Escuela Superior de Ingenieros de la Universidad de Navarra, José Andrés Gómez Cantero.

## Labor investigadora
En colaboración con centros internacionales, en el CIMA trabajan cerca de cuatrocientos profesionales de quince países de Europa, África, América y Asia.
La organización científica se estructura en diez programas de investigación:
- Tumores sólidos
- Hemato-oncología
- Neurociencias.
- Enfermedades cardiovasculares.
- Hepatología
- Inmunología e Inmunoterapia
- Terapia génica y regulación de la expresión génica
- Terapias moleculares
- Biología computacional
- Medicina regenerativa

La estructura investigadora se completa con diez plataformas tecnológicas que refuerzan la actividad traslacional del Cima: Analítica bioquímica, Biobanco, Producción y experimentación animal, Bioinformática, Citometría, Genómica, Imagen, Morfología, Instalación radiactiva y Micro-PET
Todas las semanas se celebran seminarios y cursos de formación con invitados nacionales y extranjeros y, anualmente, se publica más de doscientos artículos en revistas especializadas de alto impacto.
El CIMA participa en todos los programas de investigación competitiva regionales, nacionales e internacionales, lo que supone un tercio de la financiación del Cima. Estos resultados confirman la excelencia de la investigación biomédica. Asimismo, el Cima establece convenios y acuerdos de colaboración, tanto nacionales como internacionales, con otros centros e instituciones de investigación a la vez que con empresas y organismos que apoyan la actividad científica del centro.
En 2019-2020 se formalizaron 35 acuerdos con instituciones biofarmacéuticas y tecnológicas, como Moderna, Vivet, UCB, Roche, AstraZeneca, Handl y Viscofan.
La compañía farmacéutica Pfizer y la biotecnológica Vivet Therapeutics colaboran en el desarrollo de VTX-801, un tratamiento propiedad exclusiva de Vivet para la enfermedad de Wilson que procede del CIMA. Investigadores del CIMA desarrollaron VTX-801, un vector viral  que corrige un estado avanzado de la enfermedad en modelos preclínicos y que han sido designados medicamento huérfano.
Investigadores del CIMA y de la Clínica Universidad de Navarra (CUN) han conseguido aplicar un virus modificado geneticamente contra el glioma difuso intrínseco de tronco, uno de los cánceres cerebrales más letales en niños. Han introducido, por primera vez, ese virus en el cerebro de los pequeños a la vez que obtenían una biopsia del tumor, demostrando que ese procedmiento se puede hacer con seguridad.
El CIMA Universidad de Navarra junto con la Universidad Pompeu Fabra ha investigado sobre las microproteínas de las células tumorales, en un proyecto de investigación liderado por el Instituto de Investigación del Hospital del Mar (Barcelona), que genera nuevas posibilidades sobre el tumor del hígado y que podría servir para otros.

## Historia
El CIMA fue promovido por la Universidad de Navarra, a través de la Fundación para la Investigación Médica Aplicada. Inaugurado en 2004, venía a recoger el testigo de medio siglo de experiencia e investigación en la Facultad de Medicina de dicha universidad y la Clínica Universitaria de Navarra, además de las facultades de Ciencias y Farmacia y el Centro de Investigación en Farmacobiología Aplicada. También mantiene estrecha relación con las escuelas de Ingeniería y Enfermería.

## Financiación
Inicialmente el CIMA se financió a través de un contrato de investigación y transferencia de tecnología con quince instituciones y empresas nacionales. En la actualidad, se financia a través de tres pilares imprescindibles: convocatorias competitivas públicas y privadas, acuerdos de colaboración con empresas y aportaciones sin ánimo de lucro de particulares y empresas.

## Premios
- Premio Dravet de investigación (2018), por el proyecto sobre esta enfermedad genética rara, otorgada por la Fundación Síndrome de Dravet.[11]
- El Dr. Luis Montuenga obtiene el I Premio de Investigación de la Lung Ambition Alliance España
- El Dr. Jesús San Miguel, director científico del Cima y director médico de la Clínica Universidad de Navarra, galardonado con el Premio Nacional Gregorio Marañón 2021